# Макговерн, Реймонд
Реймонд Макговерн (англ. Raymond McGovern; род. 25 августа 1939, Нью-Йорк) — бывший сотрудник Центрального разведывательного управления, общественный деятель. Участник Общества «Ветераны разведки за здравомыслие».

## Образование
Окончил Фордемский университет.

## Служба
С 1963 по 1990 год — аналитик ЦРУ. В 1980-х годах готовил ежедневные доклады для президентов США.

## Награды
За службу в ЦРУ был награждён медалью Intelligence Commendation Medal, которую вернул в 2006 году в знак протеста против причастности ЦРУ к пыткам.

## Общественная деятельность
В 2003 году стал соучредителем Общества «Ветераны разведки за здравомыслие» (VIPS).
Работа Макговерна после выхода на пенсию включает комментарии  по вопросам разведки и внешней политики для финансируемых правительством России RT и Sputnik.
Владеет русским языком.

## Семья
Женат.
Пятеро детей.
Восемь внуков.